# 斯科特縣 (堪薩斯州)
斯科特縣（英語：Scott County，簡稱SC）是美國堪薩斯州西部的一個縣。面積1,859平方公里。根據美國2000年人口普查，共有人口5,120人。縣治斯科特城 (Scott City)。
成立於1873年3月20日，縣政府成立於1886年1月29日。縣名紀念軍事家、代表輝格黨參加1852年美國總統選舉的溫菲爾德·史考特 (Winfield Scott)。

## 地理
根据美国人口普查局的数据，该县总面积为 718 平方英里（1,860 平方公里2），其中 718 平方英里（1,860 平方公里2）是陆地，0.1 平方英里（0.26 平方公里2）（0.02%）是水域。